# Charles Dionne
Charles Dionne (Saint-Rédempteur, 15 maart 1979) is een Canadees voormalig wielrenner. 

## Belangrijkste overwinningen
1998
- Ronde van Toona

2000
- Four Bridges of Elgin

2002
- San Francisco Grand Prix
- 2e etappe Ronde van Toona
- 4e etappe Ronde van Toona
- 7e etappe Ronde van Toona
- 4e etappe Redlands Bicycle Classic
- Granby
- GP Gaston Langlois

2003
- 4e etappe Redlands Bicycle Classic
- Captech Classic Richmond

2004
- 5e etappe Redlands Bicycle Classic
- San Francisco Grand Prix
- 3e etappe Ronde van Beauce
- 2e etappe deel b Ronde van Wellington
- 5e etappe Cascade Classic
- 3e etappe Green Mountain Stagerace

2005
- 5e etappe Ronde van Beauce
- Nationaal kampioenschap, op de weg, criterium, elite
- Pan-Amerikaans kampioenschap op de weg, elite

2007
- 1e etappe Coupe de la Paix
- 2e etappe Coupe de la Paix
- 4e etappe Coupe de la Paix
- Eindklassement Coupe de la Paix
- Nationaal kampioenschap, op de weg, criterium, elite

2008
- 2e etappe Ronde van Quebec
- 4e etappe Ronde van Quebec

2009
- 5e etappe Ronde van Beauce
- 3e etappe Fitchburg Longsjo Classic
- 4e etappe Fitchburg Longsjo Classic
- 5e etappe Ronde van Quebec

2010
- 4e etappe Fitchburg Longsjo Classic

## Resultaten in voornaamste wedstrijden
| Jaar |  | WK op de weg |
| ---- |  | ------------ |
| 2002 |  | 37e          |
| 2004 |  | 87e          |